# Mohamed Abdelaziz Djaït
Pour les articles homonymes, voir Famille Djaït.
Mohamed Abdelaziz Djaït (arabe : محمد عبد العزيز جعيط), né en mai 1886 à Tunis et mort le 5 janvier 1970 à La Marsa, est un théologien, universitaire et magistrat tunisien.

## Biographie
Né dans une famille tunisoise d'intellectuels et de religieux, il est le fils du grand vizir Youssef Djaït,.

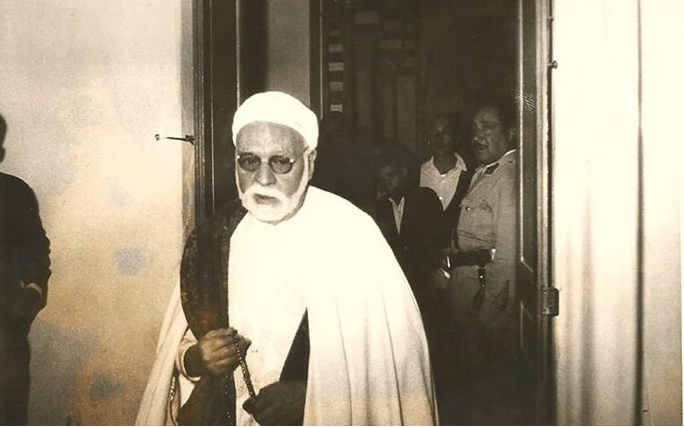
Mohamed Abdelaziz Djaït sortant de son bureau à la Zitouna.

Il rejoint en 1901 l'université Zitouna où il termine ses études de théologie en 1907. En 1910, il devient un enseignant (mudarris) de deuxième classe puis, une année plus tard, un enseignant de première classe. Il enseigne de 1911 à 1945 à la Zitouna, dont il est recteur de 1940 à 1943, et au Collège Sadiki de 1914 à 1940.
Djaït devient mufti en 1919, puis Cheikh El Islam malékite de 1945 à 1956. En parallèle, il est nommé ministre de la Justice en 1947, avant de démissionner du gouvernement en 1950. Il est alors le principal auteur du projet de la Majallah qui préfigure le Code du statut personnel,.
Après l'indépendance, il est nommé le 4 avril 1957 au poste de mufti de Tunisie qu'il occupe jusqu'à sa retraite en 1960. Il est destitué à la suite d'un désaccord avec le président Habib Bourguiba sur la question du jeûne durant le mois de ramadan,.
Mohamed Abdelaziz Djaït s'inscrit dans la ligne du cheikh Salem Bouhageb.

## Famille
Il épouse Wassila Baccouche, fille de notables tunisois, en 1918. Ils ont cinq enfants soit trois garçons (Kameleddine, Youssef et Mohamed) et deux filles (Sabiha et Frida). Sa fille Sabiha épouse le cheikh Mohamed Fadhel Ben Achour ; son fils Kameleddine devient mufti de la République de 1998 à 2008.

## Publications
- (ar) مجالس العرفان و مواهب الرّحمان (Commentaires du Hadîth)
- (ar) الطّريقة المرضيّة في الاجراءات الشّرعيّة على مذاهب المالكيّة (La jurisprudence malikite)
- (ar) التّشريع الإسلامي و المرأة (La législation islamique et la femme)
- (ar) الاسلام دين و دولة و قوميّة (L'Islam : religion, État et nation)
- (ar) الشّورى و الاسلام (La Choura et l'Islam)
- (ar) مكان حمل الرّسول صلّى الله عليه وسلّم (Le lieu de la naissance du Prophète)
- (ar) الحريّة و أثرها في التّشريع (La liberté et son impact sur la législation)
- (ar) الهجرة: حقيقتها - أسبابها - أحكامها (L'Émigration prophétique : ses causes et ses conséquences)
- (ar) المقاصد الشّرعيّة و أسرار التّشريع (Les finalités de la législation islamique)
- (ar) نقد دراسة لفواتح السّور (Analyse et étude critique de Fawatih al-Sour)
- (ar) بيع الأعيان الغائبة (Éthique du commerce en Islam)
- (ar) إرشاد الأمّة و منهاج الأئمّة (Sermons)
- (ar) الفتاوى (Les réponses)

## Décorations
- Commandeur de l'Ordre national du Mérite (Tunisie)[1] ;
- Commandeur de l'Ordre du Nichan Iftikhar (Tunisie)[1] ;
- Commandeur de l'Ordre du Ouissam alaouite (Maroc)[1].